# Portanus marthae
Portanus marthae är en insektsart som beskrevs av Kramer 1964. Portanus marthae ingår i släktet Portanus och familjen dvärgstritar. Inga underarter finns listade i Catalogue of Life.